# Joséphine Rostkowska
 (septembre 2020).
Pour les articles homonymes, voir Rostkowska.
Joséphine Rostkowska est née à Varsovie le 19 mars 1784, décédée à Aniche dans le département du Nord le 18 juillet 1896 à l'âge de 112 ans d'après l'acte de décès conservé dans les archives municipales. Aide-chirurgien dans l’armée polonaise en 1831 et dans la division des Cosaques du Sultan en 1855, elle avait le grade de lieutenant.
Le sarcophage contenant ses restes mortels ainsi que ceux de son mari Daniel Rostkowski se trouve au pied de l’obélisque (monuments aux morts de 1870, du côté opposé à la tombe de Kopierre), face à l'entrée principale du cimetière du Sud.

## Histoire et tradition
En fait, on ne dispose encore que de peu d'informations sur ses origines. Était-elle la fille naturelle de Stanisłas Sołtyk (pl) et donc la demi-sœur du général Roman Sołtyk, qui faisait partie de l'état-major de Napoléon, décédé à Saint-Germain-en-Laye où il s'était retiré ? De toute évidence, elle était d'origine illustre, ayant pour protectrice la princesse Izabella Działyńska, née Czartoryska. Du reste, son mari, Daniel Rostkowski avait été pendant un temps le secrétaire et le bibliothécaire du prince Adam Jerzy Czartoryski à l'Hôtel Lambert à Paris.
En janvier 1831, elle était entrée dans l'armée polonaise en qualité d'aide-chirurgien sous un nom masculin Józef Kluczycki avec la « complicité » du médecin-chef. Durant la guerre polono-russe, elle s'est dévouée sur douze champs de bataille et a été blessée à deux reprises. Son courage lui valut d'être décorée de la Croix d'argent de l'ordre militaire de Virtuti Militari. Elle a ainsi été l'une des deux seules femmes (sur 1963 combattants) à avoir reçu cette distinction.
C'est aussi sous une identité masculine « Joseph Mazurkiewicz » qu'elle a déposé le 7 décembre 1831 une demande de passeport à l'ambassade de France à Vienne. Elle avait le grade de lieutenant et allait du reste percevoir pendant un temps une pension d'officier.
Arrivée en France, elle a épousé en secondes noces le capitaine Daniel Rostkowski. Après avoir séjourné à Avignon, puis à Montpellier où elle a soigné son mari à l’hôpital, ensuite à Guéret où celui-ci a travaillé dans les Ponts et Chaussées et à Tulle, et enfin à Paris en 1848. Le versement de sa pension d’officier qu’elle percevait de l’État français lui a été suspendu du fait qu’elle était épouse d’émigré et n’était donc plus considérée comme combattant ayant pris part à la guerre polono-russe. Cette pension lui a été restituée à la suite de l’intervention du prince Adam Jerzy Czartoryski auprès du ministre de l’Intérieur. En 1855, elle s’est encore engagée comme aide-chirurgien dans l’armée en Crimée. Elle a servi auprès de l’état-major dans la division des Cosaques du Sultan.
Décorée de l’ordre du Médjidié, elle est rentrée en France où elle a rejoint son mari à Paris. Invitée avec lui par Roch Rysiński, un compatriote qui était directeur d’une sucrerie dans le Nord à Aniche, ils ont quitté Paris en 1860 pour s'installer à cet endroit. Elle devait y vivre les 35 dernières années de sa vie. Son mari est décédé quelques années plus tôt le 3 juin 1881.

## Sources
- Henri Musielak, Polonica w Archiwum Północnej Francji w Lille. [Fonds polonais aux Archives départementales du Nord à Lille]. Archeion. t. LXII. Varsovie 1975.
- La doyenne des centenaires à Aniche. Le Valenciennois [Valenciennes]. 3.12.1895.
- Mort de la centenaire d'Aniche. L'Écho Douaisien [Douai]. 22.07.1896.
- Morte à 112 ans. La Croix. 22.07.1896.
- L'Anichoise d'adoption était-elle fille d'un chambellan du Roi de Pologne. La Voix du Nord [Lille]. 23.10.1987.
- L’ensemble artistique de l'armée polonaise à Aniche [100e anniversaire de la mort de J. Rostkowska]. Nord-Éclair/Nord-Matin [Douai]. 24-25.03.1996.
- La Pologne à Aniche aussi… Nord-Éclair/Nord-Matin [Douai]. 30.03.1996.
- Adam Dobek, Une femme extraordinaire. Caméra. Aniche 1997. Portrait de Joséphine Rostkowska.